# Naruto: Shippuden Filmul: Voința de Foc
Naruto: Shippuden Filmul: Voința de Foc al seriei anime Naruto: Shippuden se bazează pe seria manga Naruto de Masashi Kishimoto. Naruto: Shippuden Filmul: Voința de Foc din Naruto: Shippuden, serie de anime, este regizat de Masahiko Murata și produs de Studioul Pierrot și TV Tokyo și a avut premiera pe data de 1 august 2009 la cinema în Japonia.

## Povestea
Ninja cu limite de descendență încep să dispară în toate țările și dau vina disparițiilor pe națiunea focului. Prin ordonanța lui Tsunade, Kakashi Hatake este sacrificat pentru a preveni un război de afară. Moștenind farmecele lăsate de Kakashi Hatake, Naruto Uzumaki luptă prin prieteni și dușmani pentru a preveni moartea lui Kakashi Hatake, în timp ce schimbă mintea celor care au moștenit voința de foc.